# Xã Franklin, Quận Newton, Missouri
Xã Franklin (tiếng Anh: Franklin Township) là một xã thuộc quận Newton, tiểu bang Missouri, Hoa Kỳ. Năm 2010, dân số của xã này là 1.795 người.